# Heinrich Krone
Heinrich Krone (1. december 1895 i Hessisch-Oldendorf – 15. august 1989 i Bonn) var en tysk politiker, der repræsenterede først Zentrum, senere CDU. 
Krone begyndte på teologistudiet i 1914, men blev hurtigt efter indkaldt til militærtjeneste under 1. verdenskrig. Efter krigen fortsatte han studierne og blev medlem af det katolske parti Zentrum i 1923. Han havde flere tillidsposter i partiet, og repræsenterede det i Reichstag fra 1925 til 1933. Efter det tredje riges fald spillede han en central rolle i opbygningen af det nye parti CDU. Han blev i 1949 medlem af Forbundsdagen og var fra 1955 til 1961 gruppeformand for CDU/CSU-fraktionen i parlamentet. Han afløste Heinrich von Brentano di Tremezzo, der blev formand igen da Krone fratrådte. Fra 1961 til 1964 var Krone minister uden portefølje og derefter til 1966 minister for forbindelser med Forbundsforsvarsrådet. 